# Dave Nonis
David „Dave“ Nonis (* 25. Mai 1966 in Burnaby, British Columbia) ist ein ehemaliger kanadischer Eishockeyspieler und derzeitiger -funktionär. Seine aktive Karriere endete bereits nach vier Jahren an der University of Maine und einer Spielzeit in Dänemark, sodass er anschließend vor allem als General Manager der Vancouver Canucks (2004–2008) und der Toronto Maple Leafs (2013–2015) aus der National Hockey League bekannt wurde. Seit Mai 2023 fungiert er als Assistent des General Managers bei den Calgary Flames aus der NHL.

## Karriere

### Als Spieler
Dave Nonis wurde in Burnaby geboren und spielte dort in seiner Jugend für die Burnaby Blue Hawks in der British Columbia Junior Hockey League. 1984 schrieb er sich an der University of Maine ein und lief fortan für deren Eishockeyteam, die Black Bears, in der Hockey East auf, einer College-Liga im Spielbetrieb der National Collegiate Athletic Association (NCAA). In den folgenden vier Jahren stand der Verteidiger regelmäßig in Maine auf dem Eis und führte die Black Bears zudem zwei Jahre als Mannschaftskapitän an. Von nordamerikanischen Profiligen wurde er in der Folge allerdings nicht beachtet, sodass er nach dem Erwerb des Bachelor of Arts im Jahr 1988 in die dänische Eliteserien wechselte und dort ein Jahr lang für AaB Ishockey auflief. Anschließend kehrte er nach Maine zurück, war kurzzeitig als Assistenztrainer der Black Bears tätig und schloss sein Studium 1990 mit dem Master of Business Administration ab.

### Als Funktionär
Nach dem Ende seines Studiums kehrte Nonis in seine Heimat zurück und nahm 1990 eine Tätigkeit im Management der Vancouver Canucks aus der National Hockey League (NHL) auf. Im Laufe der folgenden Jahre stieg er innerhalb der Organisation auf, so übernahm er zur Saison 1998/99 die Position des Director of Hockey Operations, bevor er zur Spielzeit 2004/05 als General Manager angestellt wurde. Er trat dabei die Nachfolge von Brian Burke an, unter dem er zuvor gearbeitet hatte und dessen Vertrag nicht verlängert worden war. Nonis leitete die Geschicke der Canucks in der Folge vier Jahre lang, wobei er unter anderem für die Verpflichtung von Roberto Luongo verantwortlich war und Alain Vigneault als Cheftrainer installierte. Nach der Saison 2007/08, in der die Canucks zum zweiten Mal in drei Jahren die Playoffs verpasst hatten, wurde er in Vancouver entlassen und durch Mike Gillis ersetzt.
Wenige Monate später folgte er Brian Burke nach Anaheim, der dort seit 2005 als General Manager der Ducks tätig war. Nonis fungierte dort als sein Berater und folgte ihm Ende des Jahres 2008 nach Toronto, wo Burke als General Manager der Maple Leafs angestellt wurde. Somit arbeitete Nonis weiterhin als Assistent von Burke, bis dieser im Januar 2013 als „GM“ entlassen und Nonis diese Position übernahm. Unter seiner Führung erreichte das Team in den Playoffs 2013 erstmals seit 2004 wieder die post-season, verpasste die Playoffs im Folgejahr allerdings wieder, sodass er nach der Saison 2014/15 entlassen wurde und Lou Lamoriello seine Nachfolge antrat.
Anschließend kehrte Nonis zu den Anaheim Ducks zurück, bei denen er ab Juli 2015 in beratender Funktion im Management tätig war. Zur Saison 2019/20 wurde er dort zum Assistenten des General Managers befördert (zu diesem Zeitpunkt Bob Murray), eine Position, die er letztlich bis zum Ende der Spielzeit 2021/22 innehatte. Im Mai 2023 wurde Nonis dann in gleicher Funktion von den Calgary Flames verpflichtet, die ihn darüber hinaus zum Senior Vice President of Hockey Operations machten.

## Karrierestatistik
(Legende zur Spielerstatistik: Sp oder GP = absolvierte Spiele; T oder G = erzielte Tore; V oder A = erzielte Assists; Pkt oder Pts = erzielte Scorerpunkte; SM oder PIM = erhaltene Strafminuten; +/− = Plus/Minus-Bilanz; PP = erzielte Überzahltore; SH = erzielte Unterzahltore; GW = erzielte Siegtore; 1 Play-downs/Relegation; Kursiv: Statistik nicht vollständig)